# Diversidad sexual en la Isla de Pascua

Bandera de Rapa Nui.

La diversidad sexual y de género en la Isla de Pascua se ha expresado de forma notoria a partir del siglo xxi. Dado que es un territorio de régimen especial que pertenece a Chile, la legislación de dicho país se aplica de la misma forma a la isla; la homosexualidad fue despenalizada en 1999, las uniones civiles son legales desde 2015, el matrimonio entre personas del mismo sexo es reconocido desde 2022, y en 2019 entró en vigencia la Ley de identidad de género.

## Historia
En 1940 fue publicado el texto Ethnology of Easter Island del antropólogo Alfred Métraux, el cual señala que en el pueblo rapanui las relaciones sexuales lésbicas eran toleradas y aceptadas; se menciona que algunas de las relaciones lésbicas observadas eran entre mujeres de mediana edad —que supuestamente no eran atractivas para los hombres— con mujeres más jóvenes.
En 1973 Ramón Campbell publicó el libro El misterioso mundo de Rapanui —reeditado en 1987 bajo el título Mito y realidad de Rapanui: la cultura de la Isla de Pascua—, en el cual describe la homosexualidad masculina en la cultura rapanui, que utilizaba el término ai-kauha —que significaría «coito por el ano»—, y señala la presencia de los mahu, que hacía referencia a hombres jóvenes que realizaban actividades asignadas habitualmente al género femenino, y que también eran referidos por otros rapanui como hiku («cola»).
En 2005 se realizó en la isla la primera campaña de prevención del VIH/sida por parte de la Secretaría Regional Ministerial de Salud de Valparaíso y que incluía elementos en idioma rapanui. En el verano de 2006 un grupo de activistas de Sidacción (actualmente Acción Gay) realizó una campaña de difusión que incluyó la entrega de condones y la presencia de "Condonito", una botarga con forma de preservativo; los activistas señalaron que la isla fue el único lugar donde no existieron objeciones a la presencia de dicho personaje.
El 28 de junio de 2020 se conmemoró por primera vez en la Isla de Pascua el Día Internacional del Orgullo LGBT; se realizó un acto en los jardines de la Municipalidad y fue izada la bandera LGBT ante la presencia de alrededor de 100 asistentes. La gobernadora provincial, Tarita Rapu Alarcón, expuso sobre la diversidad sexual en Polinesia y la existencia del tercer género en distintas culturas cercanas al pueblo rapanui.

## Condiciones de vida
Miguel Chacón, español residente en la Isla de Pascua, señaló en una entrevista a la revista Shangay en 2022 que «la comunidad LGTBI aquí es gigante. Hay muchos gais, lesbianas, trans, queer... Yo creía que igual existía algún tipo de discriminación, pero para nada, está muy integrada, y eso es maravilloso». La Isla de Pascua es uno de los destinos chilenos preferidos por los turistas LGBT, junto con las Torres del Paine, las rutas del vino chileno, San Pedro de Atacama y Valparaíso.
Entre las personas trans de origen rapanui se encuentra Aru Pate Hotus, heredera de la tradición oral y musical de la isla, y cuya historia fue retratada en el documental Riu, lo que cuentan los cantos (2018) de Pablo Berthelon; Aru Pate Hotus fue también protagonista del primer Acuerdo de Unión Civil firmado en la isla, al formalizar su vínculo con Petero Avaka Tukuone. Isis Teao, trabajadora social de la Municipalidad de Isla de Pascua, se convirtió en enero de 2020 en la primera persona rapanui en solicitar el cambio de sexo registral en sus documentos de identificación tras la promulgación de la Ley de identidad de género.
La primera organización LGBT de la Isla de Pascua es Más Rapa Nui LGBT, fundada en 2020 por Isis Teao luego de la primera celebración del Orgullo LGBT en la isla. Entre sus objetivos se encuentra el "rescate de los géneros y sexualidades preexistentes al colonialismo en todas las islas en la Polinesia", y han colaborado con el Movimiento de Integración y Liberación Homosexual (Movilh) y OTD Chile para dar a conocer la labor de la diversidad sexual en la isla.